# Big Bang 2 (album)
Big Bang 2 là album phòng thu tiếng Nhật thứ ba của nhóm nhạc nam Hàn Quốc Big Bang. Album được chính thức phát hành tại Nhật Bản vào ngày 11 tháng 5 năm 2011. Album bao gồm ba đĩa đơn chính: "Koe o Kikasete", "Tell Me Goodbye", và "Beautiful Hangover". "Koe o Kikasete" và "Tell Me Goodbye" có mặt trong top năm bảng xếp hạng Oricon của Nhật, còn "Beautiful Hangover" góp mặt trong top 10.

## Bối cảnh
Big Bang 2 là album hoàn toàn bằng tiếng Nhật thứ hai của Big Bang sau album Big Bang ra mắt năm 2009. Ngoài ra album cũng bao gồm một bài hát tiếng Hàn là "Love Song" và bản tiếng Nhật của hai bài hát "Tonight" và "Stupid Liar" (trong Big Bang 2 mang tên "Ms. Liar nằm trong album Big Bang Special Edition.

## Các đĩa đơn
Trước khi chính thức thông báo về việc phát hành Big Bang 2, nhóm ra mắt ba đĩa đơn trong hai năm 2009 và 2010. "Koe o Kikasete" là đĩa đơn được phát hành đầu tiên vào ngày 4 tháng 11 năm 2009. Bài hát trụ vững trên bảng xếp hạng trong 16 tuần và đạt cao nhất ở vị trí số bốn. Đĩa đơn thứ hai "Tell Me Goodbye" được phát hành vào ngày 9 tháng 6 năm 2010. "Tell Me Goodbye" cũng tỏ ra thành công không kém khi xếp hạng trong 15 tuần và đạt đỉnh ở vị trí số năm. "Beautiful Hangover" đĩa đơn thứ ba đạt được vị trí số bảy và góp mặt trên bảng xếp hạng trong 8 tuần. Vào ngày 18 tháng 4 năm 2011 video âm nhạc phiên bản Nhật của ca khúc "Tonight" được đăng tải trên tài khoản YouTube của YG Entertainment trong khi bài hát được phát hành dưới dạng kĩ thuật số vào ngày 27 tháng 4 năm 2011. Đĩa đơn thứ năm, "Ms. Liar", được phát hành số cùng ngày ra mắt album 11 tháng 5 năm 2011.

## Quảng bá
Đi liền với sự ra mắt của Big Bang 2 là chuyến lưu diễn "Love & Hope Tour" vòng quanh Nhật Bản. Tour diễn này ban đầu mang tên "Love & Pain Tour" nhưng đổi tên thành "Love & Hope Tour" sau thảm họa động đất và sóng thần tại Nhật Bản vào tháng 3 năm 2011. Một phần tiền thu được của chuyến lưu diễn được dành cho công tác cứu trợ cho thảm họa.

## Danh sách bài hát
| STT              | Nhan đề                                                   | Phổ lời                                | Phổ nhạc                              | Hòa âm                             | Thời lượng |
| ---------------- | --------------------------------------------------------- | -------------------------------------- | ------------------------------------- | ---------------------------------- | ---------- |
| 1.               | "Intro (Thank You & You)"                                 | G-Dragon                               | G-Dragon, Choice37                    | Choice37                           | 1:36       |
| 2.               | "Tonight" (Bản tiếng Nhật)                                | G-Dragon, T.O.P                        | G-Dragon, e.knock                     | Choi Pil Kang                      | 3:40       |
| 3.               | "Somebody to Luv" (Bản tiếng Nhật của "Somebody to Love") | G-Dragon, T.O.P                        | G-Dragon, Ham Seung-chun, Kang Ok Gin | Ham Seung-chun, Kang Ok Gin        | 3:32       |
| 4.               | "Beautiful Hangover"                                      | G-Dragon, SHIKATA, iNoZzi, Perry Borja | Nadir Benkahla, Saeed Molavi, Perry   |                                    | 3:46       |
| 5.               | "Ola Yeah!" (オラ Yeah!)                                  | Fujibayashi Shoko                      | Jimmy Thornfeldt, Mohombi Moupondo    | Jimmy Thornfeldt, Mohombi Moupondo | 3:05       |
| 6.               | "Tell Me Goodbye"                                         | Fujibayashi Shouko, Perry              | Jimmy Thornfeldt, Mohombi Moupondo    | Jimmy Thornfeldt, Mohombi Moupondo | 4:07       |
| 7.               | "Koe o Kikasete" (声をきかせて)                           | Yamamoto Narumi, Robin                 | Teddy                                 | Teddy                              | 4:16       |
| 8.               | "Ms. Liar" (Bản tiếng Nhật của "Stupid Liar")             | G-Dragon, T.O.P                        | G-Dragon, Choi Pil Kang               | Choi Pil Kang, Dee.P               | 3:53       |
| 9.               | "Hands Up"                                                | G-Dragon, T.O.P                        | G-Dragon, e.knock                     | Kush                               | 3:59       |
| 10.              | "Love Song"                                               | G-Dragon, Teddy, T.O.P                 | Teddy, G-Dragon                       | Seo Won Jin                        | 3:44       |
| Tổng thời lượng: | Tổng thời lượng:                                          | Tổng thời lượng:                       | Tổng thời lượng:                      | Tổng thời lượng:                   | 35:32      |

| Danh sách track trong DVD | Danh sách track trong DVD            | Danh sách track trong DVD |
| STT                       | Nhan đề                              | Thời lượng                |
| ------------------------- | ------------------------------------ | ------------------------- |
| 1.                        | "Koe wo Kikasete" (video âm nhạc)    |                           |
| 2.                        | "Tell Me Goodbye" (video âm nhạc)    |                           |
| 3.                        | "Beautiful Hangover" (video âm nhạc) |                           |
| 4.                        | "Tonight" (video âm nhạc)            |                           |

## Xếp hạng
| Bảng xếp hạng                   | Vị trí cao nhất |
| ------------------------------- | --------------- |
| BXH album hàng ngày của Oricon  | 1               |
| Album hàng tuần của Oricon      | 1               |
| BXH album hàng tháng của Oricon | 3               |
| BXH cuối năm củaOricon          | 63              |

### Doanh số và chứng nhận
| Đơn vị tính                                 | Doanh số        |
| ------------------------------------------- | --------------- |
| Lượng bán đĩa cũng của Oricon               | 98.854          |
| Chứng nhận lượng tiêu thụ đĩa cứng của RIAJ | 100.000+ (Vàng) |

## Lịch sử phát hành
| Quốc gia | Ngày                | Hãng đĩa                 | Định dạng                |
| -------- | ------------------- | ------------------------ | ------------------------ |
| Nhật Bản | 11 tháng 5 năm 2011 | Universal Music Nhật Bản | CD, tải nhạc kĩ thuật số |
| Đài Loan | 11 tháng 5 năm 2011 | Universal Music Đài Loan | CD                       |